# Dischidia meleagridiflora
Dischidia meleagridiflora là một loài thực vật có hoa trong họ La bố ma. Loài này được O.Schwartz mô tả khoa học đầu tiên năm 1931.